# Adolfo Bava
Adolfo Bava (29 agosto 1864 – Piacenza, 1940) è stato un generale italiano.

## Biografia
Nel 1883 fu nominato sottotenente e prestò servizio nel regio esercito fino al 1923.
Durante la prima guerra mondiale, entrato  da tenente colonnello fu nominato maggiore generale e posto alla guida della Brigata "Novara" e in seguito della Brigata "Trapani" dal 7 dicembre 1917 fino al termine del conflitto con la quale occuperà Quero il 30 ottobre 1918. Dopo la guerra verrà promosso generale di divisione.
Nel 1920 gli fu conferita la medaglia d'argento al valor militare.